# Charlie Nune
Pour les articles homonymes, voir Charlie et Nune.
Charlie Nune, née le 7 octobre 1981 est une actrice française.
Elle est révélée au grand public avec le rôle d'Ève Tressere dans le feuilleton télévisé Plus belle la vie.

## Biographie
Charlie Nune voit le jour le 7 octobre 1981 à Paris, où elle se passionne pour la comédie dès son plus jeune âge. Dès l'adolescence, Charlie Nune aspire à une carrière d’artiste : elle suit des cours de comédie, de danse et s'initie aux claquettes. Son entrée dans le milieu artistique s’effectue grâce à des campagnes publicitaires pour la télévision et les magazines de presse. Sortie grandie de cette expérience, elle se consacre entièrement au métier d’actrice. Encore assez méconnue du grand public, elle s'est fait principalement remarquer en apparaissant dans Plus belle la Vie.
Elle est mariée et maman de deux garçons,.

## Filmographie

### Cinéma

#### Longs métrages
- 2005 : Au suivant ! de Jeanne Biras
- 2005 : Amor d'Alan Bey
- 2015 : Secret d'hiver de Vincent Harter : Camille

#### Court métrage
- 2013 : Un grand bol d'air pur de Morgan S. Dalibert[4]

### Télévision

#### Séries télévisées
- 2006 : Fête de famille
- 2009 : Louis la Brocante : Zoé
- 2006 - 2008 : La vie est à nous : Kelly
- 2010 : Interpol : Charlie Mercier
- 2011 - 2012 : Plus belle la vie : Ève Tressere
- 2012 : À votre service : Anne Bellecourt
- 2013 : Camping Paradis : Alexandra
- 2013 : Platane : Caro
- 2013 : Pep's : Une femme au café
- 2014 : Section de recherches : Carole Borrodine
- 2015 : Le sang de la vigne : Flavie Perrin
- 2016 : Instinct : Sybille
- 2016 : Camping Paradis : Juliette
- 2016 : Nina : Betty
- 2019 : Profilage : Elodie Auclerc
- 2019 : On va s'aimer un peu, beaucoup... : Virginie Levasseur[5]
- 2019 : Joséphine, ange gardien : Rose Clifton
- 2021 : Cassandre : Marianne Vogin
- 2023 - : Demain nous appartient : Soizic Vernet

## Comédie musicale
- 2006 : Vani, mise en scène de Christian Pagès
- 2007 : Il était une fois les années 60 de Patrick Poivré[6]
- 2009 : Fame, mise en scène de John Norris à Londres

## Voix-off
- 2018, 2019 : Voix-off dans l'émission Le Gu'live en fait toute une montagne sur Gulli